# Раскін (Небраска)
Раскін (англ. Ruskin) — селище (англ. village) в США, в окрузі Наколлс штату Небраска. Населення — 105 осіб (2020).

## Географія
Раскін розташований за координатами 40°8′38″ пн. ш. 97°52′1″ зх. д. / 40.14389° пн. ш. 97.86694° зх. д. (40.144007, -97.867040).  За даними Бюро перепису населення США в 2010 році селище мало площу 1,08 км², уся площа — суходіл.

## Демографія
Згідно з переписом 2010 року, у селищі мешкали 123 особи в 61 домогосподарстві у складі 36 родин. Густота населення становила 114 особи/км².  Було 78 помешкань (72/км²).
Расовий склад населення:
| - 94,3 % — білих - 5,7 % — осіб інших рас |

До двох чи більше рас належало 0,0 %. Частка іспаномовних становила 7,3 % від усіх жителів.
За віковим діапазоном населення розподілялося таким чином: 16,3 % — особи молодші 18 років, 56,1 % — особи у віці 18—64 років, 27,6 % — особи у віці 65 років та старші. Медіана віку мешканця становила 51,5 року. На 100 осіб жіночої статі у селищі припадало 108,5 чоловіків;  на 100 жінок у віці від 18 років та старших — 110,2 чоловіків також старших 18 років.
Середній дохід на одне домашнє господарство  становив 41 598 доларів США (медіана — 30 000), а середній дохід на одну сім'ю — 49 756 доларів (медіана — 36 875). За межею бідності перебувало 22,4 % осіб, у тому числі 42,1 % дітей у віці до 18 років та 25,0 % осіб у віці 65 років та старших.
Цивільне працевлаштоване населення становило 67 осіб. Основні галузі зайнятості: освіта, охорона здоров'я та соціальна допомога — 16,4 %, виробництво — 14,9 %, сільське господарство, лісництво, риболовля — 13,4 %.